# HD280968
HD280968 є хімічно пекулярною зорею спектрального класу
B9 й має видиму зоряну величину в смузі V приблизно 10,3.

## Пекулярний хімічний вміст
Зоряна атмосфера HD280968 має підвищений вміст 
Si
.